# Finales NBA 1965
Navigation
Finales 1964 Finales 1966
Les finales NBA 1965 sont la dernière série de matchs de la saison 1964-1965 de la NBA et la conclusion des séries éliminatoires (playoffs) de la saison. Le champion de la division Est, les Celtics de Boston rencontrent le champion de la division Ouest les Lakers de Los Angeles.
En finale les Celtics de Boston battent une nouvelle fois les Lakers de Los Angeles quatre victoires à une.
Les Celtics sont la première (et la seule à ce jour) franchise à remporter sept titres NBA consécutifs.
Lors de ces finales les Celtics jouent avec six joueurs (sur une équipe de douze) futurs membres du Hall of Fame : Bill Russell, Tom Heinsohn, Sam Jones,  K.C. Jones, Tom Sanders et John Havlicek ainsi que l'entraîneur Red Auerbach ainsi que deux joueurs des Lakers : Jerry West et Elgin Baylor.

## Avant les finales

### Celtics de Boston
Lors de la saison régulière les Celtics de Boston ont terminé la saison champion de la division Est avec un bilan de 62 victoires pour 18 défaites (meilleur bilan des 9 équipes de la ligue).
Les Celtics, se sont qualifiés en battant en finales de division les 76ers de Philadelphie quatre victoires à trois.

### Lakers de Los Angeles
Lors de la saison régulière les Lakers ont terminé la saison champion de la division Ouest avec un bilan de 49 victoires pour 31 défaites.
Les Lakers se sont qualifiés en battant en finales de division les Bullets de Baltimore quatre victoires à deux.

### Parcours comparés vers les finales NBA
| Champion de division | Qualifié pour les playoffs | Éliminé des playoffs |

| Franchise             | V  | D  | PCT    | R  | Dom   | Ext   | N    | Div   |
| --------------------- | -- | -- | ------ | -- | ----- | ----- | ---- | ----- |
| Celtics de Boston     | 62 | 18 | 77,5 % | –  | 27–3  | 27–11 | 8–4  | 20–10 |
| Royals de Cincinnati  | 48 | 32 | 60,0 % | 14 | 25–7  | 17–21 | 6–4  | 16–14 |
| 76ers de Philadelphie | 40 | 40 | 50,0 % | 22 | 13–12 | 9–21  | 18–7 | 14–16 |
| Knicks de New York    | 31 | 49 | 38,8 % | 31 | 15–20 | 9–21  | 7–8  | 10–20 |

| Franchise                 | V  | D  | PCT  | R  | Dom   | Ext   | N    | Div   |
| ------------------------- | -- | -- | ---- | -- | ----- | ----- | ---- | ----- |
| Lakers de Los Angeles     | 49 | 31 | .613 | –  | 25–13 | 21–16 | 3–2  | 25–15 |
| Hawks de Saint-Louis      | 45 | 35 | .563 | 4  | 26–4  | 15–17 | 4–4  | 28–12 |
| Bullets de Baltimore      | 37 | 43 | .463 | 12 | 23–14 | 12–19 | 2–10 | 22–18 |
| Pistons de Détroit        | 31 | 49 | .388 | 18 | 13–17 | 11–20 | 7–12 | 18–22 |
| Warriors de San Francisco | 17 | 63 | .213 | 32 | 10–26 | 5–31  | 2–6  | 7–33  |

### Face à face en saison régulière

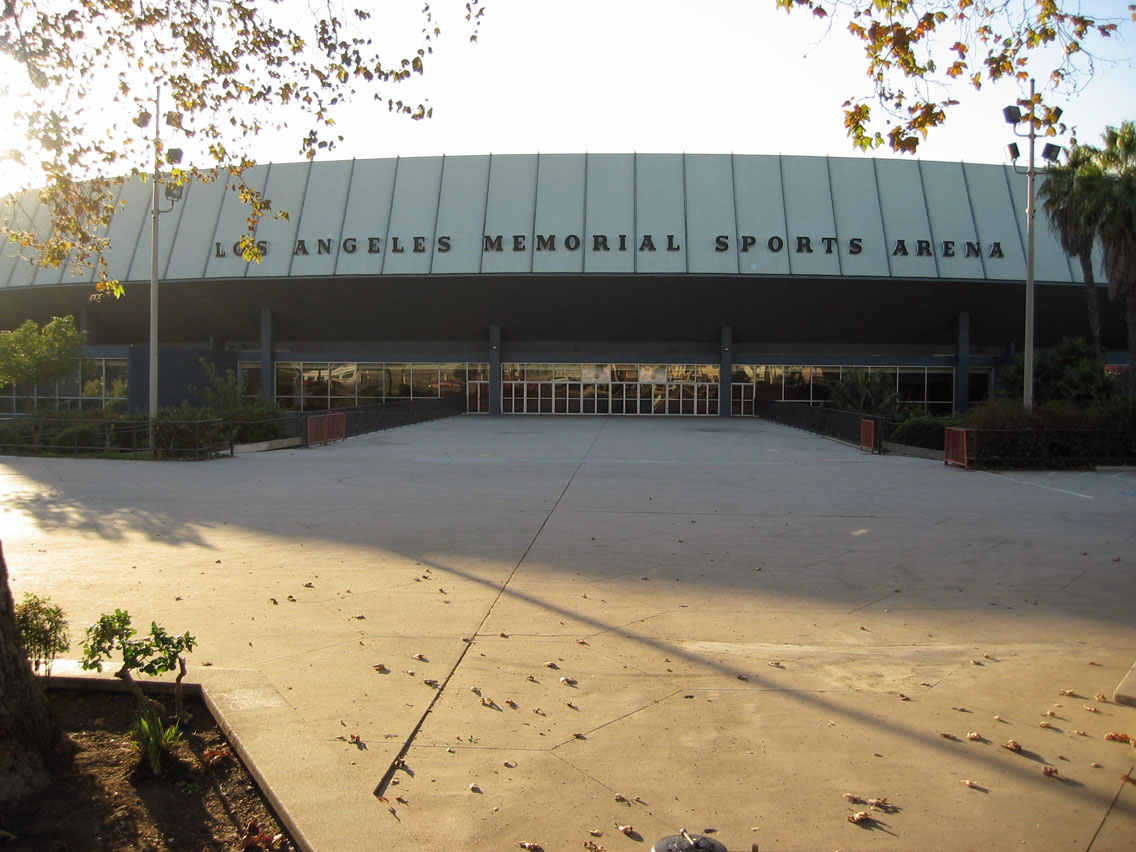
Los Angeles Memorial Sports Arena

Les Celtics et les Lakers se sont rencontrés 10 fois pour un bilan de 7 victoires à 3 en faveur des Celtics.
| Match | Date             | équipe à domicile     | Score   | équipe à l'extérieur  |
| ----- | ---------------- | --------------------- | ------- | --------------------- |
| 1     | 13 novembre 1964 | Celtics de Boston     | 112-114 | Lakers de Los Angeles |
| 2     | 8 décembre 1964  | Lakers de Los Angeles | 98-108  | Celtics de Boston     |
| 3     | 28 décembre 1964 | Celtics de Boston     | 133-112 | Lakers de Los Angeles |
| 4     | 7 janvier 1965   | Lakers de Los Angeles | 104-112 | Celtics de Boston     |
| 5     | 9 janvier 1965   | Lakers de Los Angeles | 103-107 | Celtics de Boston     |
| 6     | 24 janvier 1964  | Celtics de Boston     | 117-93  | Lakers de Los Angeles |
| 7     | 7 février 1965   | Celtics de Boston     | 101-97  | Lakers de Los Angeles |
| 8     | 21 février 1965  | Lakers de Los Angeles | 129-114 | Celtics de Boston     |
| 9     | 24 février 1965  | Lakers de Los Angeles | 95-97   | Celtics de Boston     |
| 10    | 3 mars 1965      | Celtics de Boston     | 102-104 | Lakers de Los Angeles |

## Formule

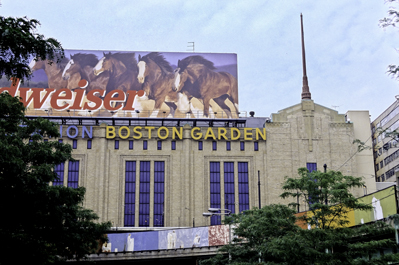
Le Boston Garden

Pour les séries finales la franchise gagnante est la première à remporter quatre victoires, soit un minimum de quatre matchs et un maximum de sept. Les rencontres se déroulent dans l'ordre suivant :
| Match | Recevant       | Match | Recevant       | Match | Recevant        | Match | Recevant        |
| ----- | -------------- | ----- | -------------- | ----- | --------------- | ----- | --------------- |
| 1     | Meilleur bilan | 2     | Meilleur bilan | 3     | Moins bon bilan | 4     | Moins bon bilan |

| Match | Recevant       | Match | Recevant        | Match | Recevant       |
| ----- | -------------- | ----- | --------------- | ----- | -------------- |
| 5     | Meilleur bilan | 6     | Moins bon bilan | 7     | Meilleur bilan |

Les Celtics ont l'avantage du terrain lors de la finale, car ils ont un meilleur bilan en saison régulière (62-18 contre 49-21).

## Les finales

### Tableau
|                       | Match 1 | Match 2 | Match 3 | Match 4 | Match 5 | Score final |
| Celtics de Boston     | 142     | 129     | 105     | 112     | 129     | 4           |
| Lakers de Los Angeles | 110     | 123     | 126     | 99      | 96      | 1           |

Les scores en couleur représentent l'équipe à domicile. Le score du match en gras est le vainqueur du match.

### Match 1
| 18 avril 1965 | Rapport | Lakers de Los Angeles 110, Celtics de Boston 142   | Lakers de Los Angeles 110, Celtics de Boston 142 | Lakers de Los Angeles 110, Celtics de Boston 142 |  | Boston Garden, Boston Affluence : 10 180 |
| 18 avril 1965 | Rapport | Score par quart-temps : 23-32, 26-32, 34-39, 27-39 |                                                  |                                                  |  | Boston Garden, Boston Affluence : 10 180 |
| 18 avril 1965 | Rapport | Jerry West 26                                      | Points                                           | Sam Jones 25                                     |  | Boston Garden, Boston Affluence : 10 180 |
| 18 avril 1965 | Rapport | Boston mène la série 1 à 0                         |                                                  |                                                  |  | Boston Garden, Boston Affluence : 10 180 |

### Match 2
| 19 avril 1965 | Rapport | Lakers de Los Angeles 123, Celtics de Boston 129   | Lakers de Los Angeles 123, Celtics de Boston 129 | Lakers de Los Angeles 123, Celtics de Boston 129 |  | Boston Garden, Boston Affluence : 13 909 |
| 19 avril 1965 | Rapport | Score par quart-temps : 29-35, 31-27, 29-39, 34-28 |                                                  |                                                  |  | Boston Garden, Boston Affluence : 13 909 |
| 19 avril 1965 | Rapport | Jerry West 45                                      | Points                                           | Bill Russell 26                                  |  | Boston Garden, Boston Affluence : 13 909 |
| 19 avril 1965 | Rapport | Boston mène la série 2 à 0                         |                                                  |                                                  |  | Boston Garden, Boston Affluence : 13 909 |

### Match 3
| 21 avril 1965 | Rapport | Celtics de Boston 105, Lakers de Los Angeles 126   | Celtics de Boston 105, Lakers de Los Angeles 126 | Celtics de Boston 105, Lakers de Los Angeles 126 |  | Los Angeles Memorial Sports Arena, Los Angeles Affluence : 14 243 |
| 21 avril 1965 | Rapport | Score par quart-temps : 17-35, 31-33, 26-24, 31-34 |                                                  |                                                  |  | Los Angeles Memorial Sports Arena, Los Angeles Affluence : 14 243 |
| 21 avril 1965 | Rapport | Sam Jones 35                                       | Points                                           | Jerry West 43                                    |  | Los Angeles Memorial Sports Arena, Los Angeles Affluence : 14 243 |
| 21 avril 1965 | Rapport | Boston mène la série 2 à 1                         |                                                  |                                                  |  | Los Angeles Memorial Sports Arena, Los Angeles Affluence : 14 243 |

### Match 4
| 23 avril 1965 | Rapport | Celtics de Boston 112, Lakers de Los Angeles 99    | Celtics de Boston 112, Lakers de Los Angeles 99 | Celtics de Boston 112, Lakers de Los Angeles 99 |  | Los Angeles Memorial Sports Arena, Los Angeles Affluence : 15 217 |
| 23 avril 1965 | Rapport | Score par quart-temps : 32-24, 23-37, 33-21, 24-17 |                                                 |                                                 |  | Los Angeles Memorial Sports Arena, Los Angeles Affluence : 15 217 |
| 23 avril 1965 | Rapport | Sam Jones 37                                       | Points                                          | LeRoy Ellis 24                                  |  | Los Angeles Memorial Sports Arena, Los Angeles Affluence : 15 217 |
| 23 avril 1965 | Rapport | Boston mène la série 3 à 1                         |                                                 |                                                 |  | Los Angeles Memorial Sports Arena, Los Angeles Affluence : 15 217 |

### Match 5
| 25 avril 1964 | Rapport | Lakers de Los Angeles 96, Celtics de Boston 129          | Lakers de Los Angeles 96, Celtics de Boston 129 | Lakers de Los Angeles 96, Celtics de Boston 129 |  | Boston Garden, Boston Affluence : 13 909 |
| 25 avril 1964 | Rapport | Score par quart-temps : 26-33, 22-24, 23-30, 25-42       |                                                 |                                                 |  | Boston Garden, Boston Affluence : 13 909 |
| 25 avril 1964 | Rapport | Jerry West 33                                            | Points                                          | Sam Jones, Bill Russell 22                      |  | Boston Garden, Boston Affluence : 13 909 |
| 25 avril 1964 | Rapport | Boston gagne la série 4 à 1 et devient champion NBA 1965 |                                                 |                                                 |  | Boston Garden, Boston Affluence : 13 909 |

## Équipes
Avec les départs de Jim Loscutoff et Frank Ramsey en fin de saison passée, les joueurs Bill Russell et Tom Heinsohn, ainsi que l'entraineur Red Auerbach restent les plus titrés de NBA avec 8 titres chacun (dont 7 consécutifs).
| Effectif des Celtics de Boston - Champions NBA 1964-1965 |
| --- |
| 4 Gerry Ward • 5 John Thompson • 6 Bill Russell• 11 Mel Counts • 12 Willie Naulls • 15 Tom Heinsohn • 16 Satch Sanders • 17 John Havlicek • 20 Larry Siegfried • 21 Ron Bonham • 24 Sam Jones • 25 K.C. Jones Entraîneur : Red Auerbach |

| Effectif des Lakers de Los Angeles - Champions de la Division Ouest |
| --- |
| 5 Dick Barnett • 12 Gene Wiley • 14 Darrall Imhoff • 20 Don Nelson • 21 Jim King • 22 Elgin Baylor • 25 Leroy Ellis • 35 Rudy LaRusso • 40 Bill McGill • 42 Mahdi Abdul-Rahman • 44 Jerry West Entraîneur : Fred Schaus |